# Сахаров, Всеволод Иванович
Все́волод Ива́нович Са́харов (22 февраля 1946 — 14 октября 2009) — российский литературовед, литературный критик и педагог. Доктор филологических наук (1993). Член Союза писателей СССР (1978).

## Краткая биография
Из рабочей семьи. После службы в Советской Армии поступил на вечернее отделение филологический факультет МГУ, который окончил в 1970 году. Работал корректором и редактором в издательстве «Просвещение».
В 1974 окончил очную аспирантуру Литературного института. С 1975 года — ведущий научный сотрудник ИМЛИ. В последние годы преподавал также в ИЖЛТ.
Заместитель главного редактора и член редакционной коллегии исторического альманаха «Российский Архив» (1996—1999). Руководитель программ Дирекции президентских программ Российского фонда культуры (2000—2001). Профессор РАТИ — ГИТИСа (2003—2004).
Похоронен в Москве на Ваганьковском кладбище.

## Премии
- Диплом первой степени по разделу литературной критики на Всесоюзном конкурсе имени А. М. Горького (1980).
- Литературная премия им. Дениса Давыдова (2005).

## Награды
- Медаль «В память 850-летия Москвы» (1997)

## Труды
- «Обновляющийся мир. Заметки о текущей литературе» (1980)
- Сахаров В. И. Под сенью дружных муз: О русских писателях-романтиках. — М.: Художественная литература, 1984. — 296 с. — 20 000 экз. (в пер.)
- Сахаров В. И. Дела человеческие: О литературе классической и современной. — М.: Современник, 1985. — 256 с. — 15 000 экз. (в пер.)
- «Страницы русского романтизма. Книга статей» (1988)
- «Михаил Булгаков: уроки судьбы» (журнал «Подъем», 1991, № 5)
- «Русская романтическая лирика как художественная система» (1993)
- «Прощание и полет. Литературная биография Михаила Булгакова» (Sacharov V. L’addio e il volo. Biografia letteraria di Michail Bulgakov. Venezia, il Cardo, 1995)
- Сахаров В. И. Михаил Булгаков: писатель и власть (Сборник). — М.: Олма-Пресс, 2000. — 448 с. — (Досье). — 8000 экз. — ISBN 5-224-01072-1. (в пер.) (переведена в Японии в 2001)
- Сахаров В. И. Иероглифы вольных каменщиков. Масонство и русская литература XVIII - начала XIX века. — М.: Жираф, 2000. — 216 с. — (Три века русского искусства). — 2000 экз. — ISBN 5-89832-019-9. (обл.)
- «М. Ю. Лермонтов» (2001)
- «Русская проза XVIII—XIX веков. Проблемы истории и поэтики» (2002)
- «М. А. Булгаков в жизни и творчестве» (2002)
- Сахаров В. И. Романтизм в России: Эпоха, школы, стили: Очерки / ИМЛИ им. А. М. Горького РАН. — М.: ИМЛИ РАН, 2004. — 256 с. — 1000 экз. — ISBN 5-9208-0182-4. (обл.)
- Сахаров В. И. Русский романтизм XIX века: Лирика и лирики: Уч.-метод. пособие. — М.: Русское слово - РС, 2004/2006. — 320 с. — ISBN 5-94853-197-X. ISBN 978-5-94853-593-7
- Сахаров В. И. Русское масонство в портретах. — М.: АиФ Принт, 2004. — 512 с. — (Русь многоликая). — 5000 экз. — ISBN 5-94736-062-4. (в пер.)
- «Михаил Булгаков: загадки и уроки судьбы» (2006)
- Сахаров В. И. И. А. Гончаров в жизни и творчестве. — М.: Русское слово - РС, 2008. — 112 с. — (В помощь школе). — 3000 экз. — ISBN 978-5-9932-0086-6. (обл.)
- Сахаров В. И. М. А. Булгаков в жизни и творчестве. — М.: Русское слово - РС, 2008. — 112 с. — (В помощь школе). — 2000 экз. — ISBN 978-5-9932-0134-4, ISBN 978-5-94853-837-2. (обл.)
- Сахаров В. И. Критика как литература: Учебное пособие. — М.: Русское слово, 2009. — 216 с. — ISBN 978-5-9932-0402-4.

Редактор и автор статей
- Сахаров В. И., Сазонова Л. И., Омелько Л. В., Ровнер М. Л., Давыдов Г. А., Янушкевич А. С. Масонство и русская литература XVIII — начала XIX вв.: Сб. статей (по матер. всерос. науч. конф., ИМЛИ, 1995 г.) / Ред. В. И. Сахаров. — М.: Едиториал УРСС, 2000. — 272 с. — 2000 экз. — ISBN 5-8360-0104-9. (в пер.)